# 668 Dora
668 Dora este un asteroid din centura principală, descoperit pe 27 iulie 1908, de August Kopff.